# John French Sloan

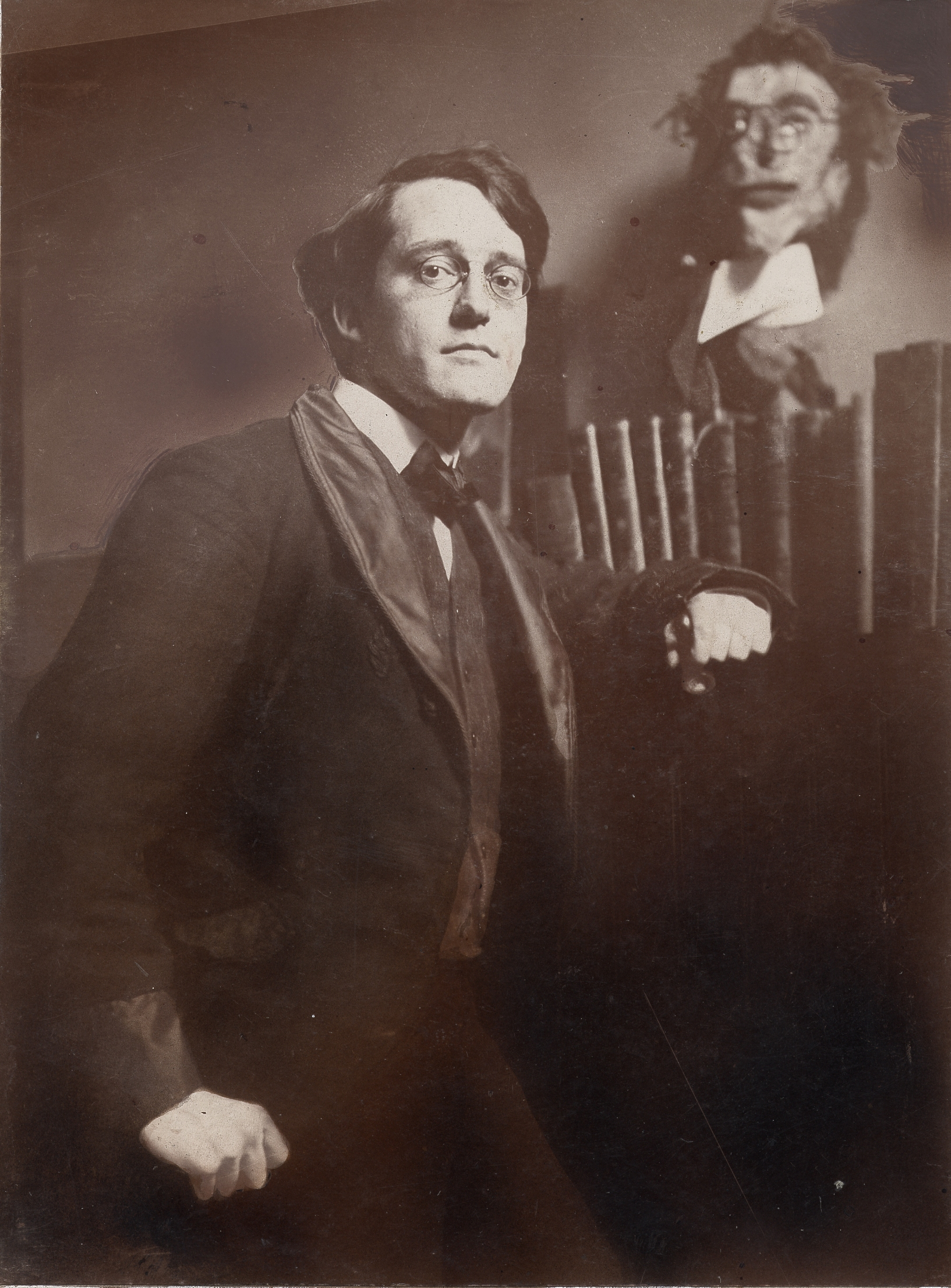
John French Sloan (Foto aus dem Jahr 1891)

John French Sloan (* 2. August 1871 in Lock Haven, Pennsylvania; † 7. September 1951 in Hanover, New Hampshire) war ein amerikanischer Grafiker und Maler, bekannt für seine künstlerischen Schilderungen des Alltagslebens in New York. 

## Leben und Werk
Sloan wurde in Lock Haven, einer kleinen Stadt am Westufer des Susquehanna River, als Sohn von James Dixon Sloan und seiner Frau Henrietta (geb. Ireland) geboren. Sein Vater war Schreiner und Hobbykünstler, seine Mutter Lehrerin an der dortigen Mädchenschule. Auf der Central High School war er Mitschüler des späteren, bekannten Kunstsammlers Albert C. Barnes, dem Stifter der Barnes Foundation. Im Alter von 20 Jahren wurde er Illustrator bei der Tageszeitung The Philadelphia Inquirer. Abends belegte er Kurse an der Pennsylvania Academy of the Fine Arts in Philadelphia. Dort traf er 1892 seinen späteren Mentor Robert Henri, den Verfasser von The Art Spirit. 

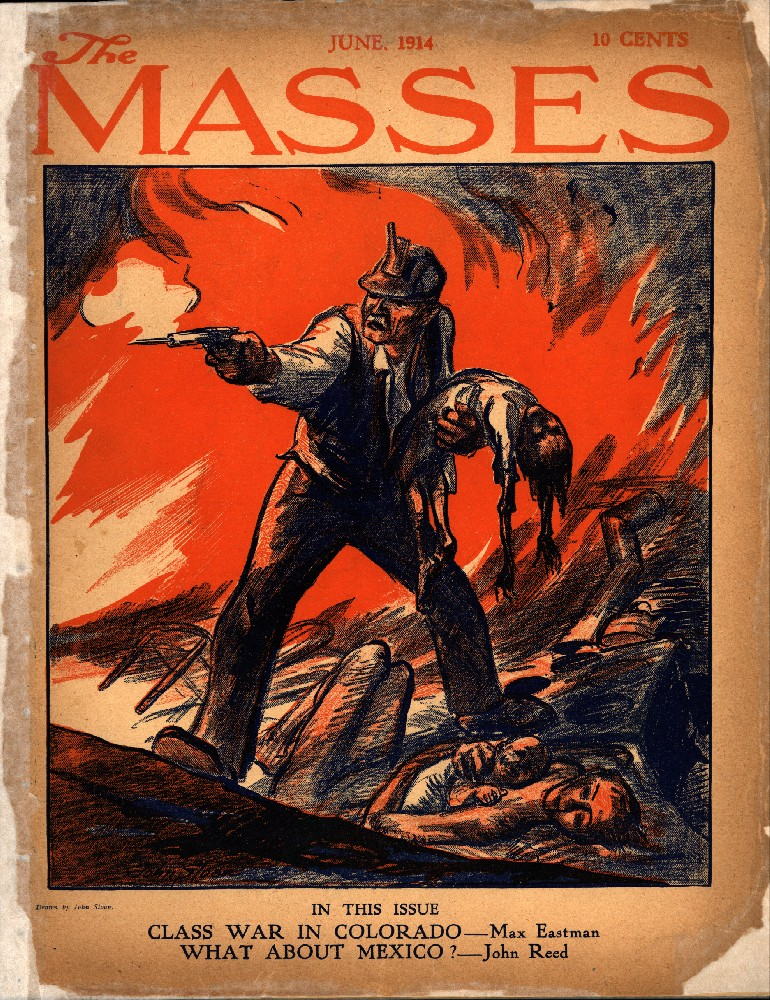
Umschlag des Magazins The Masses zum Thema Ludlow-Massaker, 1914

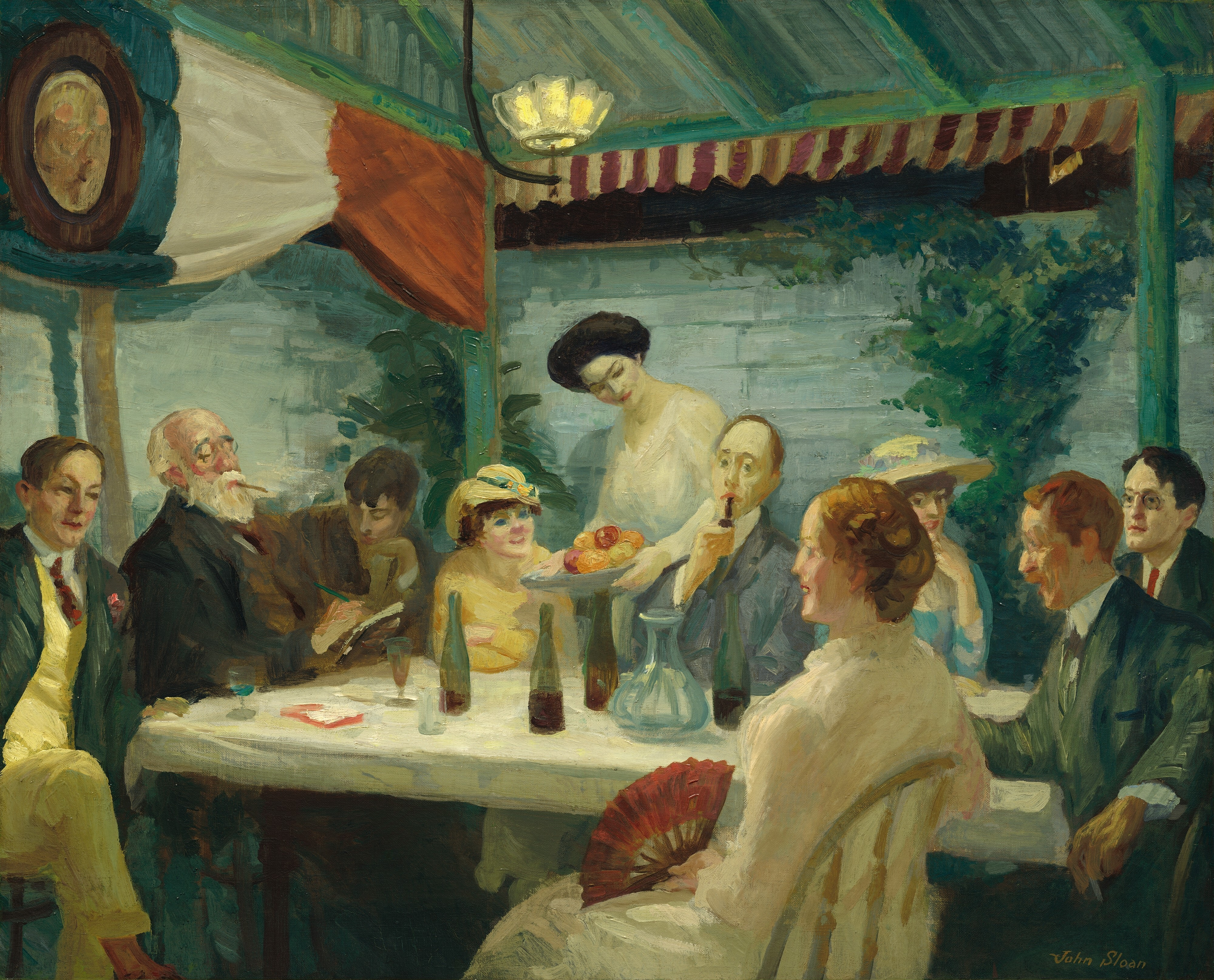
Yeats at Petitpas’, ca. 1910

1901 heiratete er „Dolly“ (Anna Maria) Wall. 1904 zog das Paar nach New York und bezog ein Dachatelier in Chelsea. Sloan begann, typische städtische Motive zu malen, zu zeichnen und zu radieren. Seit 1906 lehrte er an der New York School of Art, zu seinen Schülern gehörten George Wesley Bellows (1882–1925) und Edward Hopper (1882–1967). Im Jahr 1913 war er Mitglied des Organisationskomitees der Armory Show mit Arthur B. Davies, Walt Kuhn und Walter Pach in New York und stellte zugleich dort zwei Gemälde und fünf Grafiken aus. 

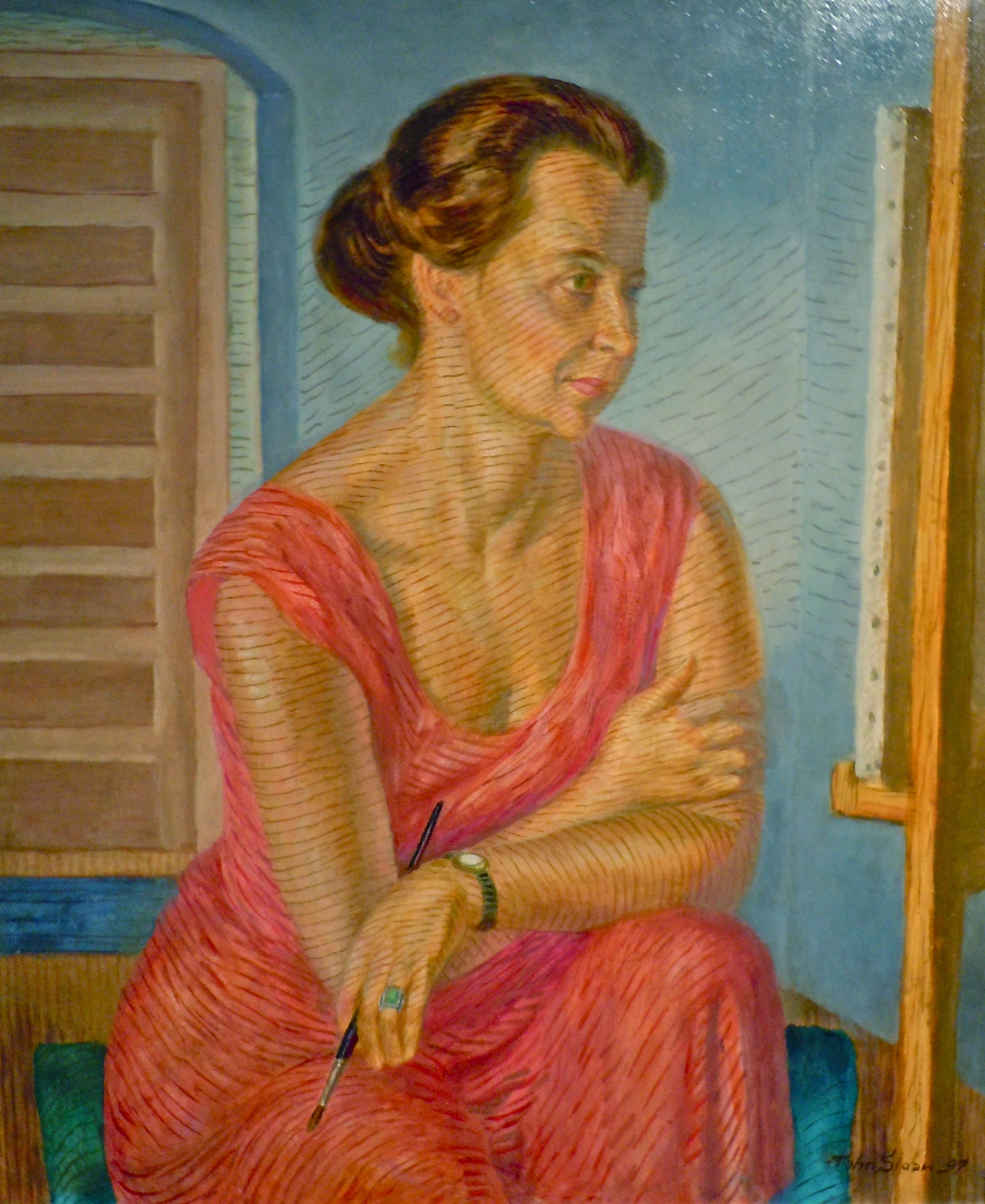
Helen at the Easel, 1947, ein Porträt seiner zweiten Ehefrau Helen Parr Sloan

1943 starb Dolly Sloan an Herzversagen. Im folgenden Jahr heiratete Sloan Helen Farr, vierzig Jahre jünger als er und seine ehemalige Studentin, mit der er in den 1930er Jahren eine Liebesbeziehung hatte.

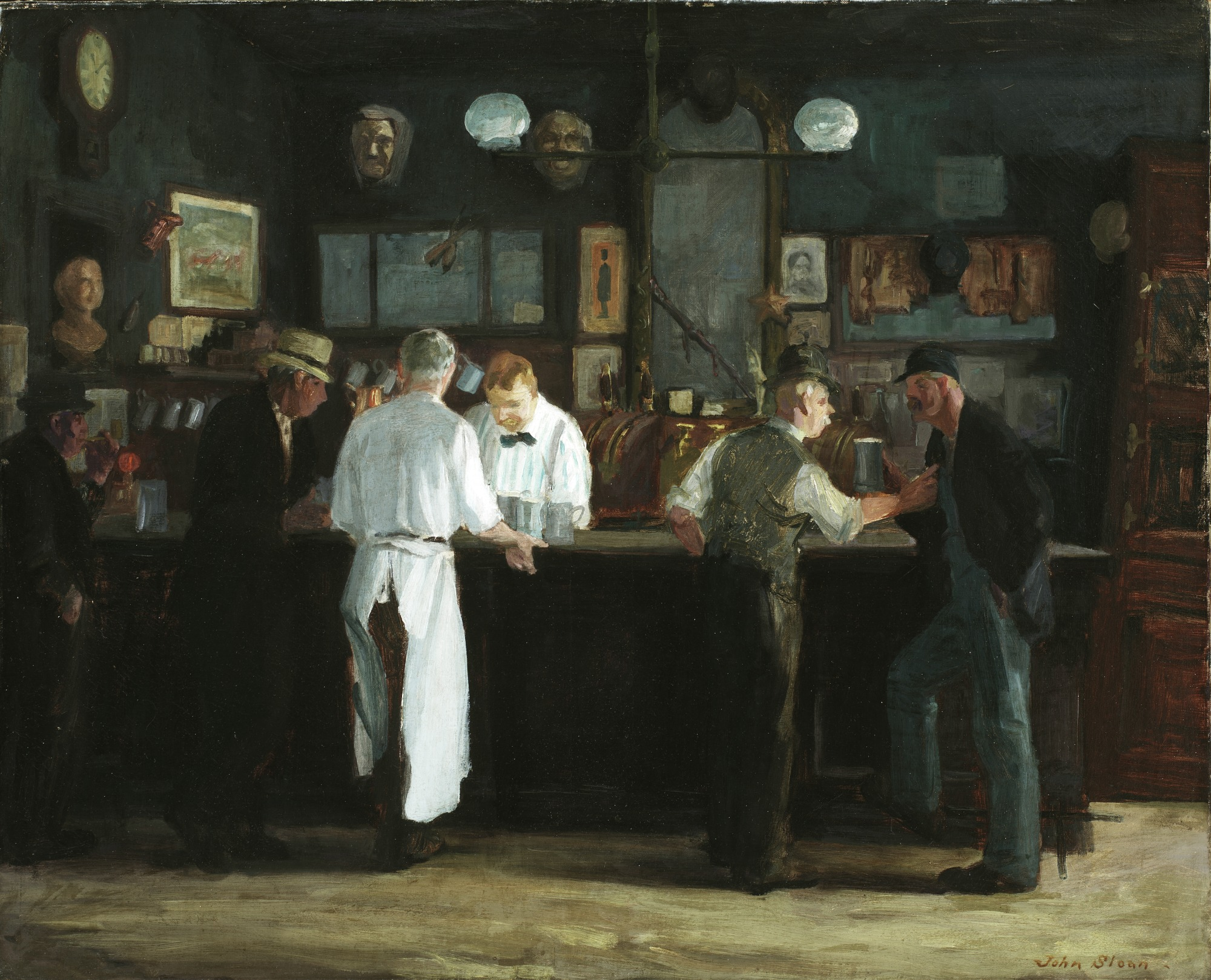
McSorley’s Bar, 1912

Sloans Stil ist stark beeinflusst durch europäische Künstler des ausgehenden 19. und beginnenden 20. Jahrhunderts, so befasste er sich mit den Werken von Vincent van Gogh, Pablo Picasso und Henri Matisse. Sloan ließ sich im New Yorker Viertel Greenwich Village nieder, wo er beispielsweise die Werke McSorley’s Bar, Sixth Avenue Elevated at Third Street und Wake of the Ferry schuf. Die letzten Jahre verbrachte Sloan in Gloucester, Massachusetts und in Santa Fe, New Mexico. Im Jahr 1951 starb er in Hanover an den Folgen einer Krebsoperation.
Sloan war Mitglied der Künstlergruppe The Eight; einige Mitglieder, darunter Sloan, begründeten in der Folge die New Yorker Künstlergemeinschaft Ashcan School. Einer seiner bekanntesten Schüler war Norman Raeben.

## Mitgliedschaften
1929 wurde er in die American Academy of Arts and Letters und 1948 in die American Academy of Arts and Sciences gewählt.

## Werke (Auswahl)
- Dust Storm, Fifth Avenue, 1906, Metropolitan Museum, New York
- Wake of the Ferry (No. 2), 1907, The Phillips Collection, Washington
- The City from Greenwich Village, 1922, National Gallery, Washington